# L'ora che uccide (film 1982)
L'ora che uccide (titolo originale: The Clairvoyant o The Killing Hour.) è un film del 1982, diretto dal regista Armand Mastroianni.

## Trama
New York: un pescatore rinviene dalle acque del fiume Hudson il corpo di una donna completamente nuda con  manette ai polsi.
In seguito, altre persone vengono ritrovate morte con manette ai polsi, circostanza che fa pensare che i vari omicidi siano collegati.
Per venire a capo del mistero e catturare il serial killer, la polizia si serve anche dell'aiuto una sensitiva, Virna Ninghtbourne, che ha visioni sugli omicidi, sui quali realizzerà schizzi.